# Cykl protonowy

Cykl protonowy ppI

Schemat cyklu protonowego

Cykl protonowy (cykl proton-proton, łańcuch pp, cykl Bethego) – cykl reakcji jądrowych, w których z czterech jąder wodoru powstaje stabilne jądro helu. Podczas przemian uwalniana jest energia jądrowa, która jest głównym źródłem energii Słońca i innych gwiazd. Cykl pp zachodzi w jądrach gwiazd o temperaturze od kilku do kilkunastu milionów kelwinów. Został zaproponowany przez Hansa Bethe i Charlesa Critchfielda.
Cykl rozpoczyna fuzja dwóch protonów, która jest możliwa, gdy mają one dostatecznie dużą energię, by pokonać barierę kulombowską. Zbliżenie protonów jest możliwe pomimo tego, że mają mniejszą energię od energii kulombowskiej, dzięki znanemu z mechaniki kwantowej efektowi tunelowemu, prawdopodobieństwo zajścia fuzji zależy od energii kinetycznej protonów i rośnie wraz z nią. Tempo przebiegu tej reakcji w temperaturze Słońca jest rzędu 109 lat. Z powodu powolności tej reakcji Słońce nadal świeci – w przeciwnym wypadku reakcje przebiegałyby na tyle szybko, że wodór zostałby w gwieździe wyczerpany.
Do wytworzenia jąder helu z czterech jąder wodoru może dojść w wyniku różnych pośrednich reakcji jądrowych. Stosuje się podział na trzy zazębiające się cykle: ppI, ppII i ppIII.

## Cykl ppI
Pierwsze zachodzące reakcje składają się na tzw. cykl ppI. W wyniku fuzji dwóch jąder wodoru 1H (dwóch protonów) powstaje jądro deuteru 2H, pozyton i neutrino elektronowe.
{\displaystyle ^{1}{\hbox{H}}+{}^{1}{\hbox{H}}\to {}^{2}{\hbox{H}}+e^{+}+{\nu }_{e}+1{,}44\;{\text{MeV}}}
Pozyton anihiluje z elektronem i zostają wypromieniowane dwa kwanty promieniowania gamma.
Następnie jądro deuteru 2H łączy się z jądrem wodoru 1H tworząc jądro helu 3He. Dodatkowo zostaje wypromieniowany kwant promieniowania gamma.
{\displaystyle ^{2}{\hbox{H}}+{}^{1}{\hbox{H}}\to {}^{3}{\hbox{He}}+\gamma +5{,}49\;{\text{MeV}}}
Cykl ppI kończy reakcja fuzji dwóch jąder helu 3He w efekcie której powstają jądro helu 4He i dwa jądra wodoru 1H,
Zachodzi on głównie w przedziale temperatur 107<T<1,4{\displaystyle \cdot }107 K. W temperaturze T<107 K produkowane jest niewiele jąder helu.
{\displaystyle ^{3}{\hbox{He}}+{}^{3}{\hbox{He}}\to {}^{4}{\hbox{He}}+{}^{1}{\hbox{H}}+{}^{1}{\hbox{H}}+12{,}85\;{\text{MeV}}}

## Cykl ppII
W przedziale temperatur 1,4{\displaystyle \cdot }107<T<2,3{\displaystyle \cdot }107 K dominuje cykl ppII. Po dwóch pierwszych reakcjach cyklu ppI dochodzi do syntezy helu 3He z helem 4He. Wytworzone zostaje jądro berylu 7Be i kwant promieniowania gamma.
{\displaystyle ^{3}{\hbox{He}}+{}^{4}{\hbox{He}}\to {}^{7}{\hbox{Be}}+\gamma +1{,}586\;{\text{MeV}}}
Nietrwałe jądro berylu 7Be szybko wychwytuje elektron i tworzy się jądro litu 7Li i neutrino elektronowe.
{\displaystyle ^{7}{\hbox{Be}}+e\to {}^{7}{\hbox{Li}}+{\nu }_{e}+\gamma +0{,}861\;{\text{MeV}}}
Następnie w wyniku reakcji litu 7Li i jądra wodoru 1H powstają dwa jądra helu 4He.
{\displaystyle ^{7}{\hbox{Li}}+{}^{1}{\hbox{H}}\to {}^{4}{\hbox{He}}+{}^{4}{\hbox{He}}+17{,}347\;{\text{MeV}}}

## Cykl ppIII
W temperaturze T>2,3{\displaystyle \cdot }107 K, po pierwszej reakcji cyklu ppII może zamiast reakcji wychwytu elektronu przez jądro berylu zajść fuzja wodoru i berylu w wyniku której powstaje jądro boru 8B i kwant promieniowania gamma.
{\displaystyle ^{7}{\hbox{Be}}+{}^{1}{\hbox{H}}\to \;_{5}^{8}{\hbox{B}}+\gamma +0{,}135\;{\text{MeV}}}
Jądro boru 8B rozpada się na jądro berylu 8Be, pozyton i neutrino elektronowe. Wzbudzone jądro berylu rozpada się na dwa jądra helu, przy czym energia rozpadu 18,074 MeV jest sumą uwalnianej energii wzbudzenia i energii powstającej z deficytu masy.
{\displaystyle ^{8}{\hbox{B}}\;\to \;^{8}{\hbox{Be}}^{*}+{e^{+}}+\;\nu _{e}+14{,}06\;{\text{MeV}}}
{\displaystyle ^{8}{\hbox{Be}}^{*}\;\to \;{}^{4}{\hbox{He}}+{}^{4}{\hbox{He}}+18{,}074\;{\text{MeV}}}
Cykl ppIII nie jest istotnym źródłem energii w Słońcu, ale generuje on wysokoenergetyczne neutrina (do 14,06 MeV), z którymi związany był problem neutrin słonecznych.

## Energia
W wyniku każdego z cyklów ppI, ppII, ppIII z czterech jąder wodoru powstaje jedno jądro helu i dwa neutrina. Energia uwalniana w tych reakcjach wynosi 26,74 MeV, ale neutrina unoszą jej część. W cyklu ppI neutrina unoszą 1,9%, w cyklu ppII 3,9% i w cyklu ppIII – 27,3% energii całkowitej.